# Ilișua, Bistrița-Năsăud
Ilișua (În maghiară Alsóilosva) este un sat în comuna Uriu din județul Bistrița-Năsăud, Transilvania, România. La recensământul din 2002 avea o populație de 860 locuitori.

## Istorie
- Romanii au construit la Ilișua un Castru și o mină de sare.[2]. Pietrele castrului au constituit o parte din materialul construirii unui castel Bethlen în Secolul al XVIII-lea.
- În Evul Mediu aparținea de Ciceu-Corabia, fiind un sat rusin la origine.
- Din 1405 a aparținut Familiei Bánffy.
- În 1603 satul  rămâne pustiu, însă mai târziu va fi repopulat cu maghiari și români.
- În Secolul al XVII-lea maghiarii trec la Biserica Unitariană, iar în 1717 este înființată biserica Greco-Catolică românească din sat, unde icoana „Maicii Domnului cu Pruncul” a început să plângă. În același an satul a fost prădat de tătari.
- În 1745 exista deja o comunitate reformată. Aceasta împărțea biserica cu cea unitariană.
- În 1784 a fost înființată Biserica Catolică, care era filiala bisericii din Cristeștii Ciceului.
- În 1828 este construită o Biserică Reformată-Calvină separată. Până în 1840 toți unitarienii trecuseră la Calvinism.
- În 1848 s-a format o gardă de 56 de revoluționari maghiari din sat, care au respins revolta românilor din Căianu Mare.

## Demografie

### Prezent
La recensământul din 2002 populația satului era de 860 de locuitori, dintre care: 808 români și 51 maghiari. Din punct de vedere confesional s-au declarat: 758 ortodocși, 53 reformați și 40 penticostali.

### Populație istorică
La recensământul din 1900 satul avea 703 locuitori, dintre care 420 români și 282 maghiari.
Componența etnică a satului Ilișua(2002)
     Români (93,95%)
     Maghiari (5,93%)
     Necunoscută (0,11%)
Componența confesională a satului Ilișua(2002)
     Ortodocși (88,13%)
     Reformați (6,22%)
     Penticostali (5,27%)
     Necunoscută (1,04%)
Componența etnică a satului Ilișua(1900)
     Români (59,74%)
     Maghiari (40,11%)

## Clădiri istorice
- Castelul Hye

## Imagini

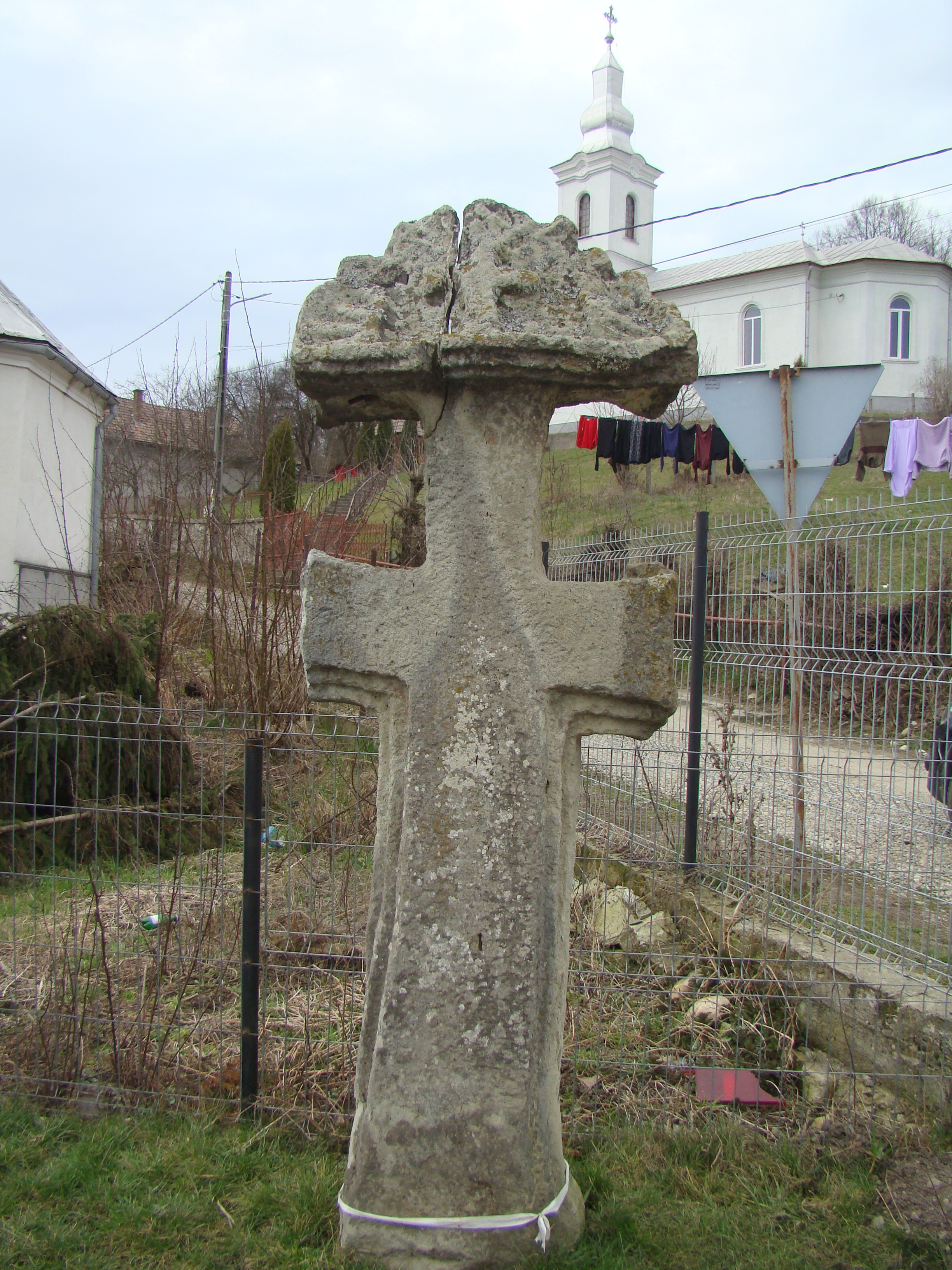
Cruce veche de piatră (secolul XVIII)
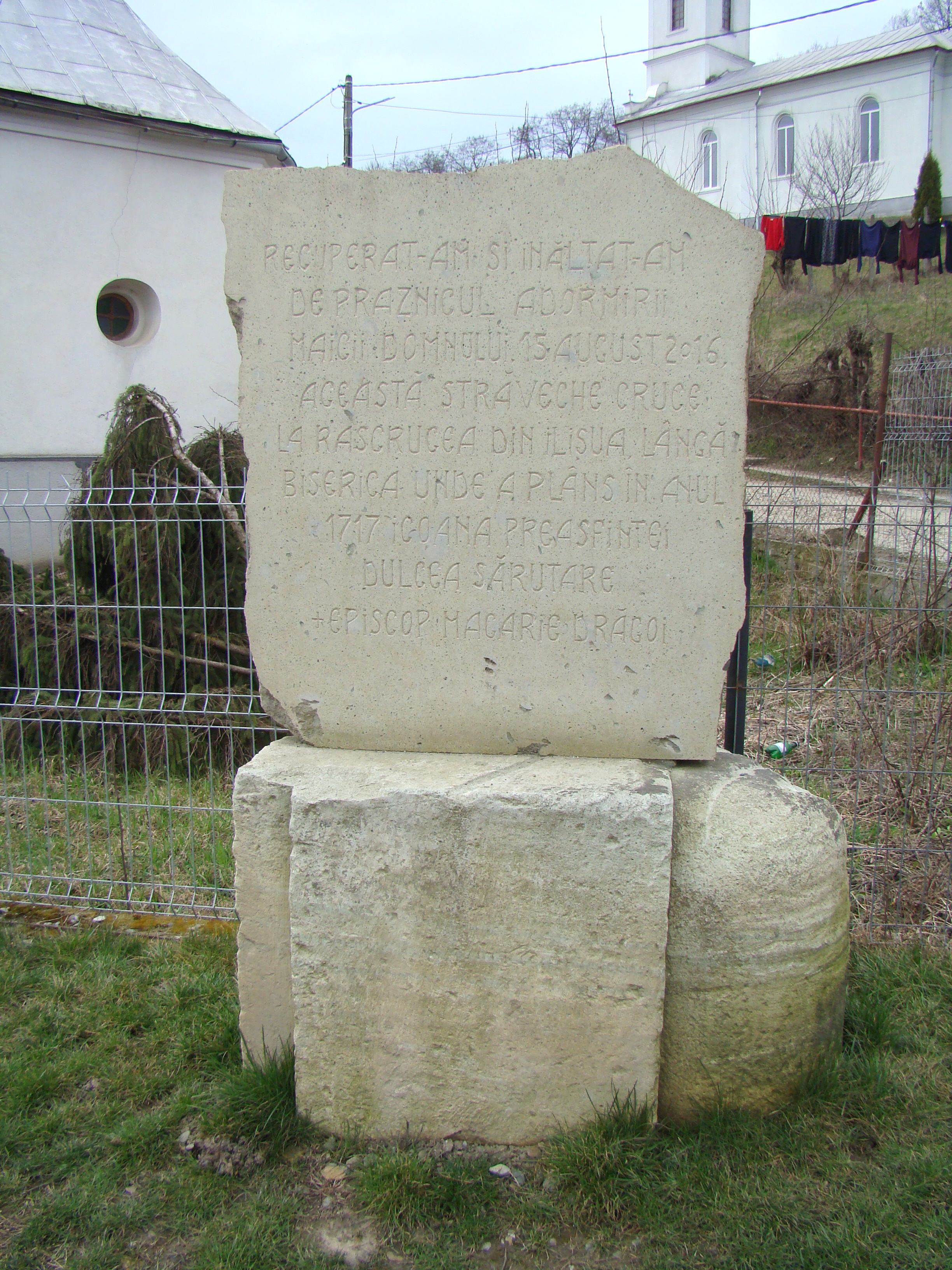
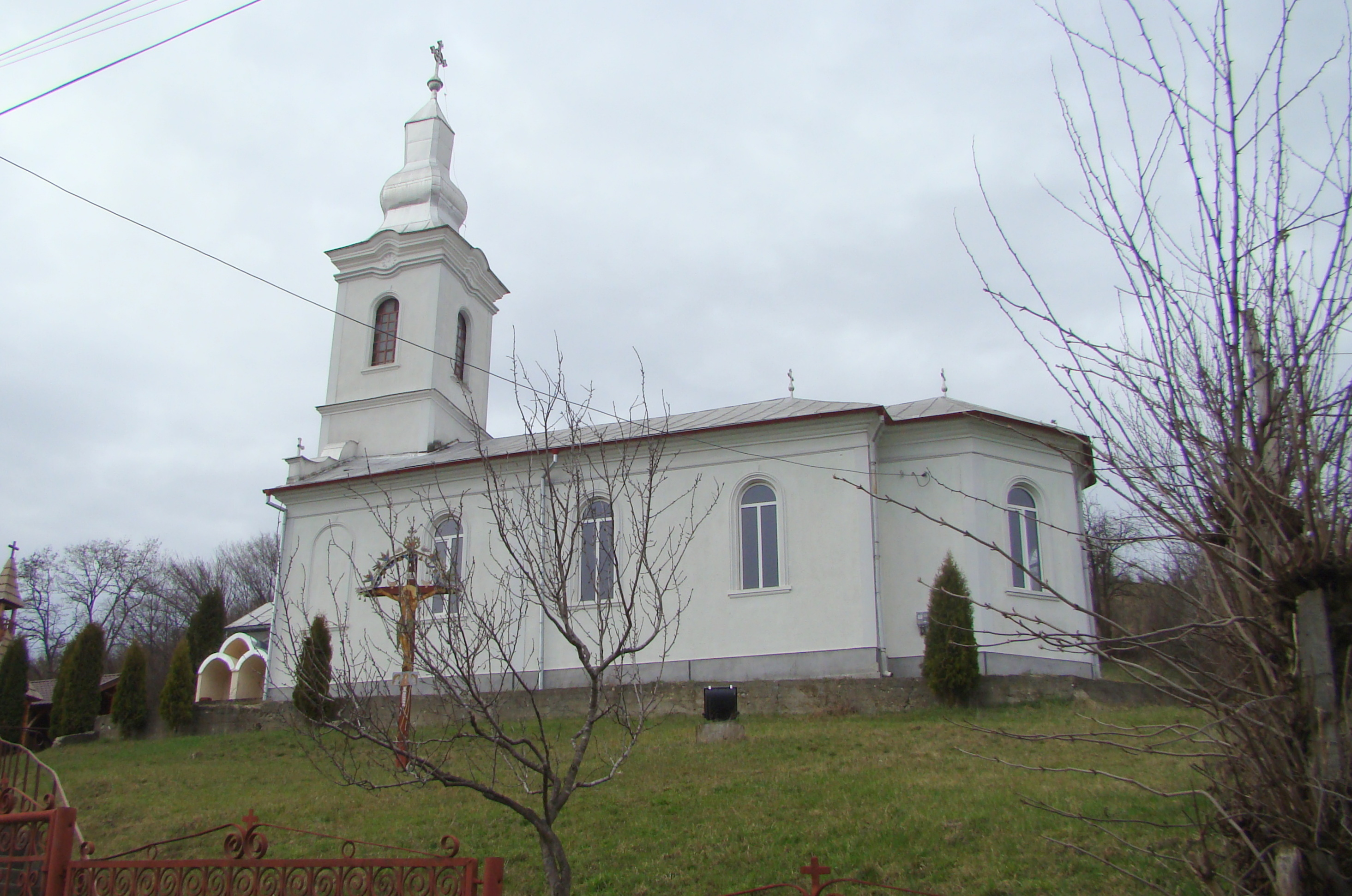
Biserica „Sfântul Ioan Botezătorul” (1903)